# Andreas Hanakamp
Andreas Hanakamp (* 1. Juli 1966 in Wiener Neustadt) ist ein österreichischer Sportsegler. Er nahm zweimal in der Starbootsklasse an den Olympischen Spielen teil, 1996 in Atlanta mit Partner Hubert Raudaschl und 2004 in Athen an der Seite von Hans Spitzauer. 2008 führte er das Team Russia als Skipper im Volvo Ocean Race.